# Antepipona laevigata
Antepipona laevigata är en stekelart som först beskrevs av Blüthgen 1951.  Antepipona laevigata ingår i släktet Antepipona och familjen Eumenidae. Inga underarter finns listade i Catalogue of Life.